# Édouard Karemera

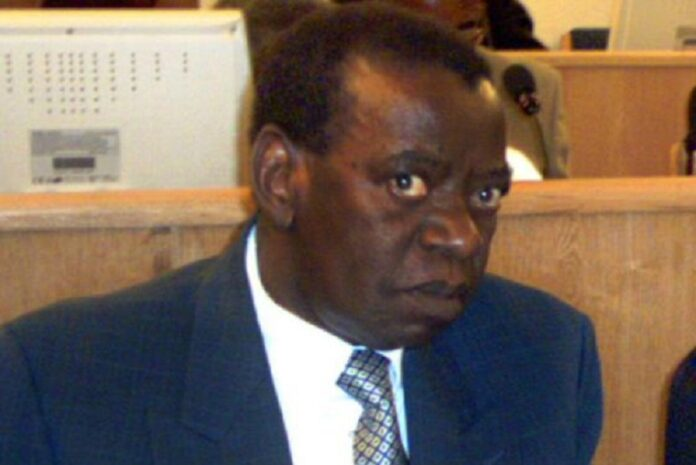
Édouard Karemera

Édouard Karemera (* 1951 in Mwendo; † 31. August 2020 in Dakar) war ein ruandischer Politiker der MRND. Er gilt als einer der Hauptbeteiligten des Völkermords an den Tutsi und gemäßigten Hutu 1994. Er ist vom Internationalen Strafgerichtshof für Ruanda wegen seiner Vergehen zu lebenslanger Haft verurteilt worden.

## Leben
Édouard Karemera wurde 1951 in Mwendo im Bezirk Kibuye geboren. Er arbeitete zunächst als Anwalt. Er trat der Regierungspartei MRND bei und wurde im Mai 1987 Minister für interinstitutionelle Beziehungen sowie im Juli 1993 zum stellvertretenden Vorsitzenden der MRND ernannt. Nach dem Abschuss des Flugzeugs des Präsidenten Juvénal Habyarimana am 6. April 1994 war er am 8. April an der Sitzung des militärischen Krisenkomitees anwesend, in der die Übergangsregierung eingesetzt wurde. Laut dem früheren Premierminister Jean Kambanda ging der Sitzung des Krisenkomitees ein weiteres Treffen von Parteifunktionären der MRND und Militärs voraus. Die Anwesenden, unter ihnen auch Karemera, hätten sich auf die Schaffung der Übergangsregierung verständigt. Karemera soll dazu geraten haben, das Arusha-Abkommen bezüglich der Wahl eines neuen Präsidenten zu missachten und den Parlamentspräsidenten, der Verfassung von 1991 zufolge, zum Nachfolger Habyarimanas zu machen. Karemera wurde am 25. Mai zum Innenminister ernannt. Dieses Amt hatte er bis zum Ende des am 6. April begonnenen Völkermords inne. Als Innenminister nahm er an den Treffen des Sicherheitskomitees der Übergangsregierung teil, bei denen auch die Tötungen von Tutsi geplant wurden. Als stellvertretender Vorsitzender übte er beträchtlichen Einfluss auf die MRND aus, die die Parteimiliz Interahamwe kontrollierte.
Nach der Eroberung Ruandas durch die Ruandische Patriotische Front (RPF) flüchtete Karemera ins Ausland. Am 5. Juni 1998 wurde er in Togo verhaftet und an den Internationalen Strafgerichtshof für Ruanda überstellt, der ihn am 27. November 2003 gemeinsam mit drei mutmaßlichen Mittätern wegen der Vorbereitung und Durchführung des Völkermords im sogenannten Regierungsprozess I anklagte. Aufgrund von Verfahrensunstimmigkeiten wurde am 19. September 2005 ein neuer Prozess gegen ihn angestrengt.
Er starb am 31. August 2020 in einem Gefängnis in Dakar.